# رهاب الإسلام في ألمانيا
رهاب الإسلام في ألمانيا (بالإنجليزية: Islamophobia in Germany)‏ تشير إلى مجموعة من الخطابات والسلوكيات التي تعبر عن مشاعر القلق والخوف والعداء والرفض تجاه الإسلام أو المسلمين في ألمانيا. يمكن أن تظهر الإسلاموفوبيا من خلال التمييز في القوى العاملة، والتغطية السلبية في وسائل الإعلام، والعنف ضد المسلمين. أعربت مختلف الجماعات الإسلامية الألمانية عن قلقها من الهجمات التي تستهدف المساجد.

## جرائم الكراهية
وفقا لوزارة الداخلية الألمانية، ارتُكِبت 950 جريمة كراهية على الأقل ضد المسلمين أو المساجد في البلاد في عام 2017، وأصيب ثلاثة وثلاثون شخصا في الهجمات. وقد ارتكب 60 هجوما وأعمال تدنيس ضد المساجد والمؤسسات الإسلامية الأخرى في نفس العام. في بعض الحالات، لُطِّخت المباني بدم خنزير أو تم رش رموز نازية على الجدران. بالإضافة إلى ذلك، تم ذكر حدوث حوالي 90 مظاهرة ضد "أسلمة" ألمانيا المزعومة في الأرقام التي تم تقديمها إلى البوندستاغ استجابة لطلب من حزب اليسار. هذا الرقم لا يشمل المسيرات من قبل مجموعة بيجيدا (وطنيون أوروبيون ضد أسلمة الغرب). ويعد عام 2017، هو أول الأعوام التي بدأ فيها تسجيل حوادث الإسلاموفوبيا بالتحديد من قبل السلطات الألمانية. وقال رئيس المجلس المركزي للمسلمين في ألمانيا إنه «متأكد من أن عدد الجرائم أعلى»، قائلا إنه لم يكن هناك وعي كاف من جانب الشرطة والمدعين العامين فيما يتعلق بالجرائم المعادية للمسلمين. وقد رحبت خبيرة حزب اليسار في الشؤون الداخلية، أولا جلباك، بالانخفاض الأخير في معدل الجرائم ضد المسلمين، لكنها قالت «إنه لا يوجد سبب يدعو إلى الرضا». كما حذرت من أن «كراهية للإسلام» قد وصلت إلى البرلمان الألماني، في إشارة إلى صعود حزب البديل من أجل ألمانيا (AfD)، والذي يمتلك حاليا 92 مقعدًا في البرلمان.

## حسب المنطقة

### حوض الرور
وجدت دراسة سنة 2018 أن منطقة حوض الرور، التي كانت سابقا أحد أعمدة التسامح، تشهد نمواً في التعصب. وجد الباحثون علاقة واضحة بين عدم الثقة والتعصب المتزايدين وبين نجاح حزب اليمين المتطرف البديل من أجل ألمانيا. وفقا للدراسة، يعتقد 49% من سكان المنطقة أن التعايش «بين الألمان والمسلمين» هو أمر «صعب إلى حد ما»، مقارنة بـ40% ممن يرون أنه أمر «غير معقد». بالإضافة إلى ذلك، 37 في المائة فقط من سكان المنطقة يعتقدون أن الإسلام ينتمي إلى ألمانيا. عللت الدراسة تلك التغيرات الجذرية في الرأي على جبهتين: أزمة اللاجئين التي بدأت بشكل جدي في صيف عام 2015، وصعود حزب البديل من أجل ألمانيا (AfD) في حوض الرور، حيث وفقا للباحثين: «هناك نظرة سلبية للغاية ومليئة بالكراهية للإسلام سائدة بين مؤيدي حزب البديل من أجل ألمانيا». في الواقع، يعتقد 80% من أتباع الحزب أن العيش مع المسلمين «صعب».